# 星野富弘
星野 富弘（ほしの とみひろ、1946年〈昭和21年〉4月24日 - 2024年〈令和6年〉4月28日）は、日本の詩人、画家。国内外で「花の詩画展」が開かれている。

## 来歴

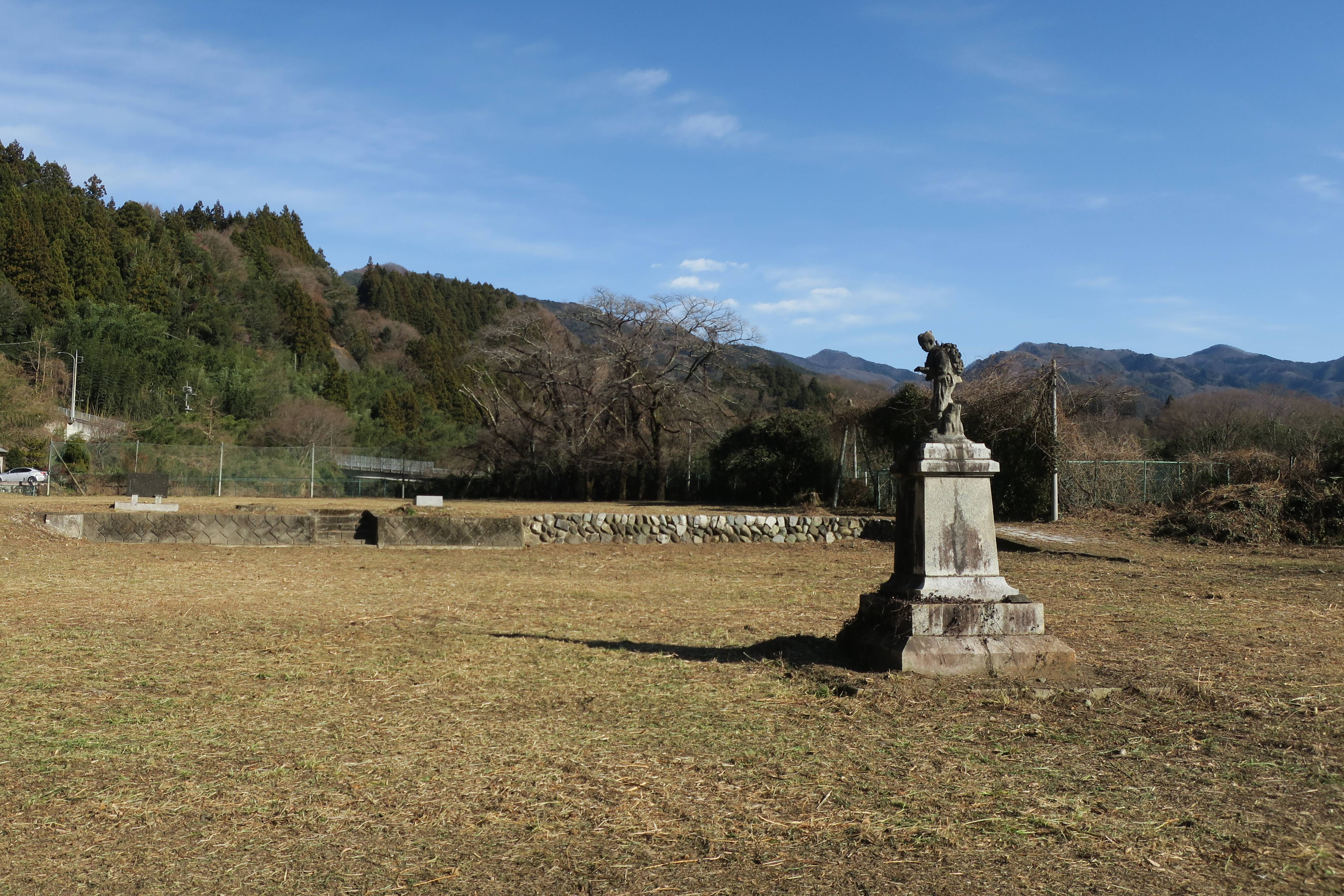
杲小学校跡（2024年）

1946年4月24日、群馬県勢多郡東村（現：みどり市）に生まれる。東村立杲小学校、東村立東中学校、群馬県立桐生高等学校を経て、1970年に群馬大学教育学部保健体育科を卒業し、高崎市立倉賀野中学校の体育教師になるが、同年6月17日、クラブ活動の指導中の墜落事故で頭部から転落し頸髄を損傷。手足の自由を失う。
1972年、群馬大学病院入院中に口に筆をくわえて文や絵を書き始める。1974年、病室でキリスト教の洗礼を受ける。入院中の1979年、前橋で最初の作品展を開く。同年9月に退院し、帰郷。
1981年に結婚。雑誌や新聞に詩画作品やエッセイを連載。1982年、高崎で「花の詩画展」開催。1991年5月12日、群馬県勢多郡東村に村立富弘美術館が開館。
「花の詩画展」は海外でも開催されており、ブラジル各都市をはじめ、1994年ニューヨーク、2000年ハワイ（2度目）、2001年サンフランシスコ、ロサンゼルスと開催された。2003年、ポーランド国立博物館での「バリアフリーアート展」に招待出品。
2005年4月、富弘美術館新館が開館。2006年5月、熊本県葦北郡芦北町に芦北町立星野富弘美術館が開館。同年6月、群馬県名誉県民となる。2021年12月、富弘美術館の入館者が700万人を超える。
2012年、第79回NHK全国学校音楽コンクール高等学校の部課題曲「明日へ続く道」および「もう一度」を作詞。
2024年4月28日、呼吸不全のため78歳で死去。

## 著作
- 『愛、深き淵より。』（1981年、立風書房、ISBN 4651140068 絶版）
- 『四季抄 風の旅』（1982年、立風書房、ISBN 4651110118）
- 『花の詩画集 鈴の鳴る道』（1986年、偕成社、ISBN 4039632907） - 205万部[5]
- 『かぎりなくやさしい花々』（1986年、偕成社、ISBN 4036341308） - 106万部[5]
- 『銀色のあしあと』（三浦綾子との対談）（1988年、いのちのことば社、ISBN 4264021979）
- 『花の詩画集 速さのちがう時計』（1992年、偕成社、ISBN 403963540X） - 50万部[5]
- 『花の詩画集 あなたの手のひら』（1999年、偕成社、ISBN 4039637607） - 60万部[5]
- 『新版 愛、深き淵より。』（2000年、立風書房、ISBN 4651140165）
- 『花の詩画集 花よりも小さく』（2003年、偕成社、ISBN 403963800X） - 26万部[5]
- 『山の向こうの美術館』（2005年、富弘美術館、ISBN 4039638409） - 6万5000部[5]
- 『たった一度の人生だから』（日野原重明との対談）（2006年、いのちのことば社、ISBN 4264024684）
- 『ことばの雫』（写真＝星野昌子）（2008年、いのちのことば社、ISBN 4264026814）
- 『新編 四季抄 風の旅』（2009年、学研パブリッシング、ISBN 4054040853）
- 『詩画集 風の詩-かけがえのない毎日』（舘内端と共著）（2010年、学研パブリッシング、ISBN 4054044662）
- 『花の詩画集 種蒔きもせず』（2010年、偕成社、ISBN 4039639200）
- 『詩画集　ありがとう私のいのち』（2011年、学研パブリッシング、ISBN 405203497X)
- 『いのちより大切なもの』（2012年、いのちのことば社、ISBN 4264030536)

## 美術館

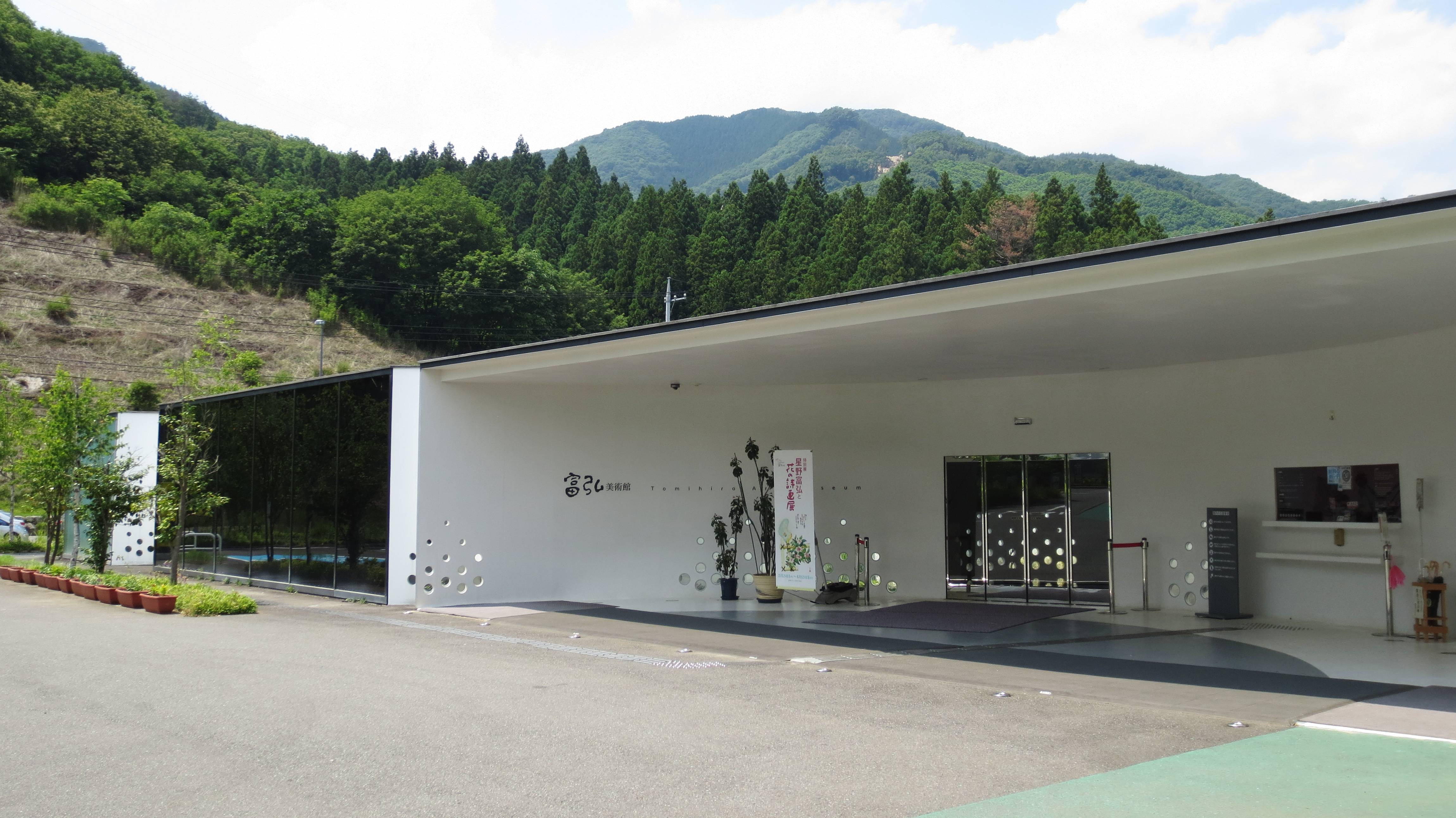
みどり市立富弘美術館
1991年（平成3年）、群馬県勢多郡東村（当時）の草木湖のほとりに、星野富弘の作品を展示する村立富弘美術館が開館した。ふるさと創生資金を活用し、使われなくなっていた福祉施設を改築して、美術館にしたものである。
この頃すでに、全国各地で開催されていた「花の詩画展」やテレビ番組、また教科書に掲載された随筆などによって、星野富弘の名は広く知られていたことから、富弘美術館は開館当初から多くの入場者が訪れ、2002年（平成14年）には入館者が400万人を超えるまでになった。2005年（平成17年）に新富弘美術館建設国際設計競技を経て、旧館の隣に新館の建設に着手、同年4月16日に新しい富弘美術館が開館した。

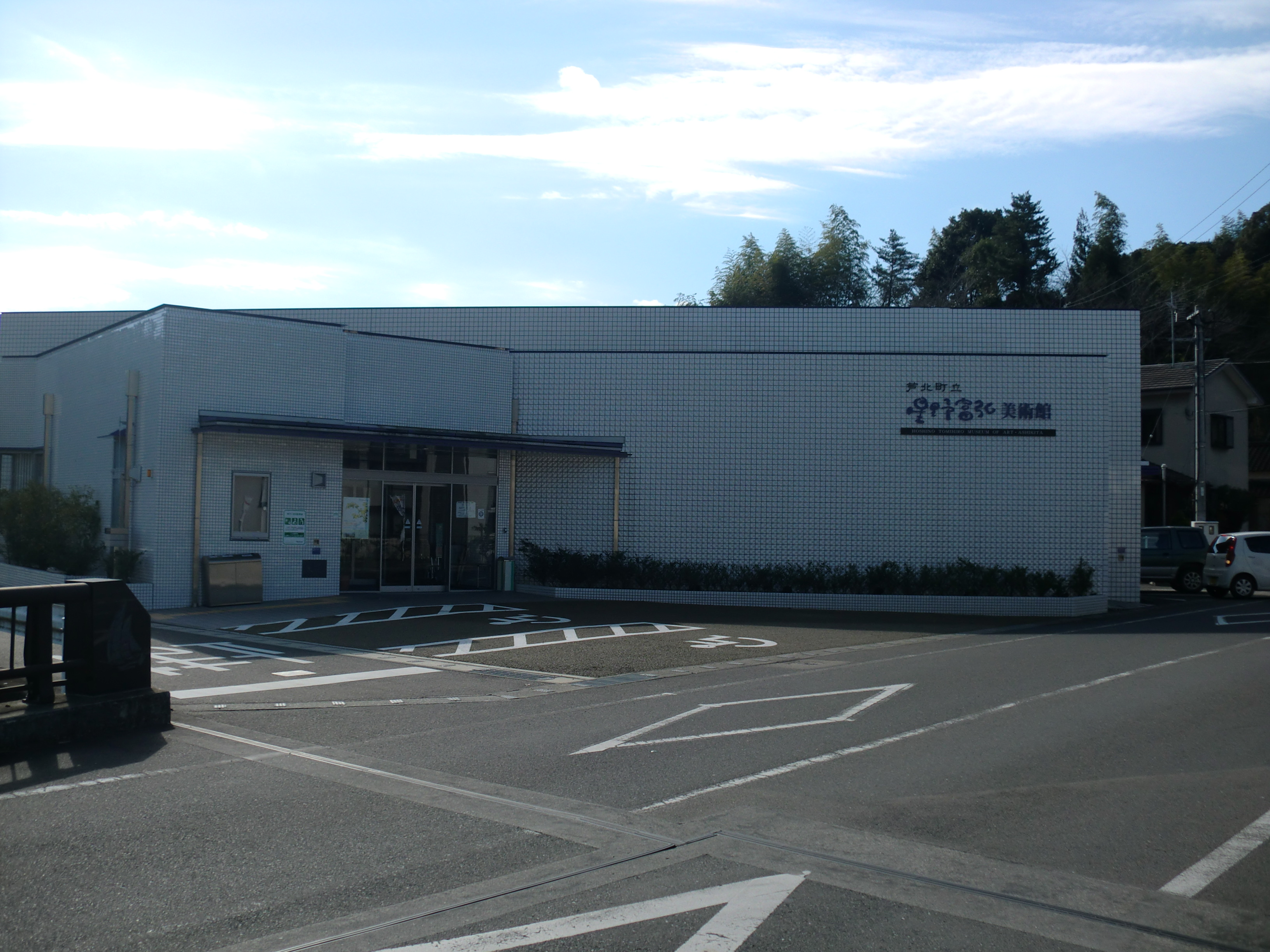
芦北町立星野富弘美術館
2006年（平成18年）5月、みどり市立富弘美術館の姉妹館として、熊本県葦北郡芦北町に芦北町立星野富弘美術館が開館した。